# Nuevo Lindero
Nuevo Lindero är en ort i Mexiko.   Den ligger i kommunen León och delstaten Guanajuato, i den centrala delen av landet, 300 km nordväst om huvudstaden Mexico City. Nuevo Lindero ligger 1 774 meter över havet och antalet invånare är 896.
Terrängen runt Nuevo Lindero är en högslätt. Runt Nuevo Lindero är det tätbefolkat, med 257 invånare per kvadratkilometer. Närmaste större samhälle är León de los Aldama, 19,3 km norr om Nuevo Lindero. Trakten runt Nuevo Lindero består till största delen av jordbruksmark.